# Lubina
Lubina este o comună slovacă, aflată în districtul Nové Mesto nad Váhom din regiunea Trenčín. Localitatea se află la altitudinea de 313 m deasupra n.m., se întinde pe o suprafață de 29,43 km2 și în 2017 număra 1.441 de locuitori.

## Istoric
Localitatea Lubina este atestată documentar din 1392.

## Demografie
| An:                | 1994 | 2004   | 2014   | 2024   |
| ------------------ | ---- | ------ | ------ | ------ |
| Număr de persoane: | 1561 | 1465   | 1385   | 1505   |
| Diferență:         |      | −6,14% | −5,46% | +8,66% |

| An:                | 2023 | 2024   |
| ------------------ | ---- | ------ |
| Număr de persoane: | 1478 | 1505   |
| Diferență:         |      | +1,82% |